# Eresfjord

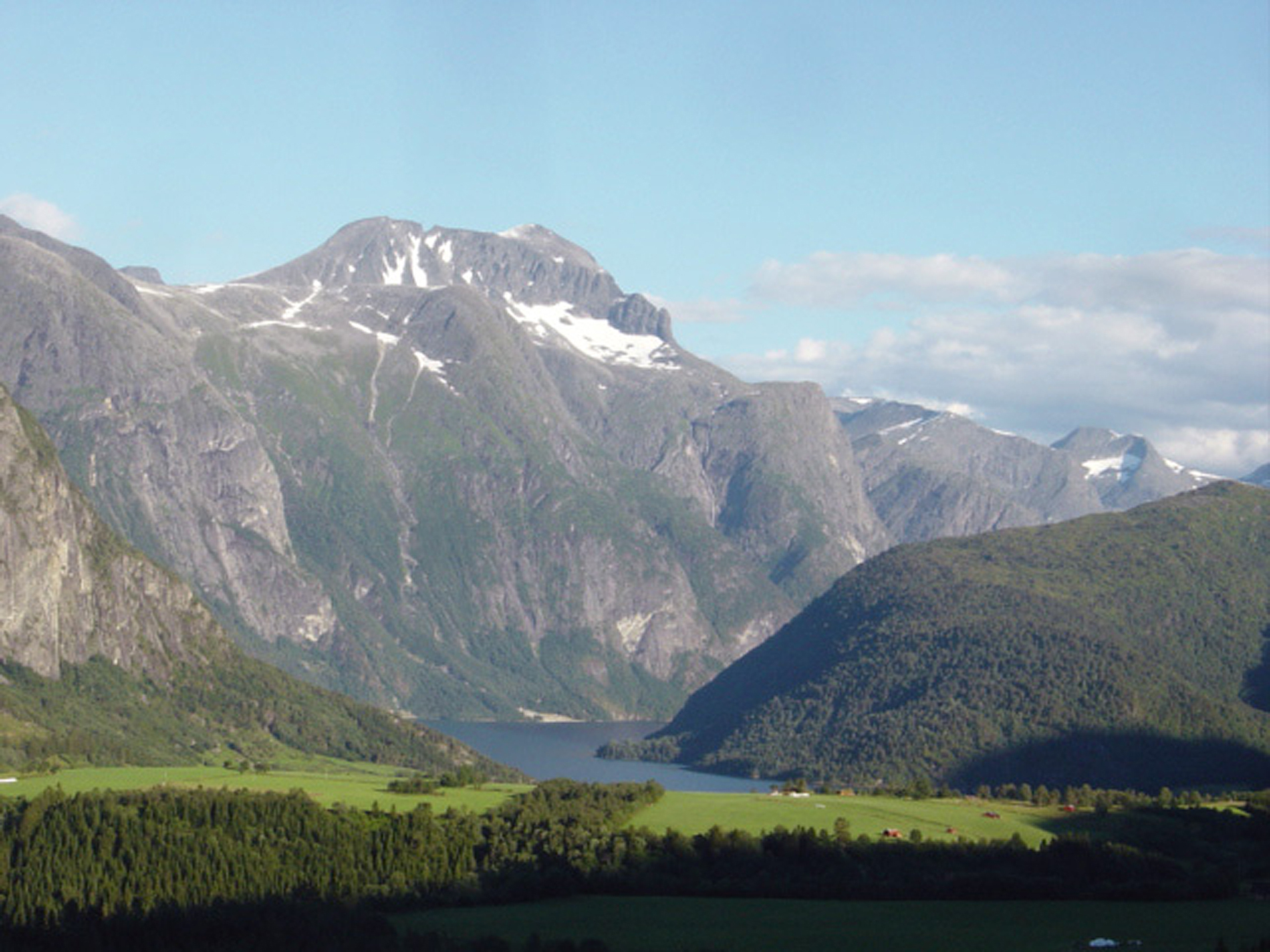
Panorama de l'Eikesdalsvatnet.

Eresfjord est une localité du comté de Møre og Romsdal, en Norvège.

## Géographie
Eresfjord est située sur la kommune de Nesset, dans le Møre og Romsdal, vers le centre de la Norvège. La localité est située entre l'Eresfjord au nord et le lac Eikesdalsvatnet au sud, et est entourée de montagnes. La rivière Eira traverse le village et relie l'Eikesdalsvatnet à l'Eresfjord.

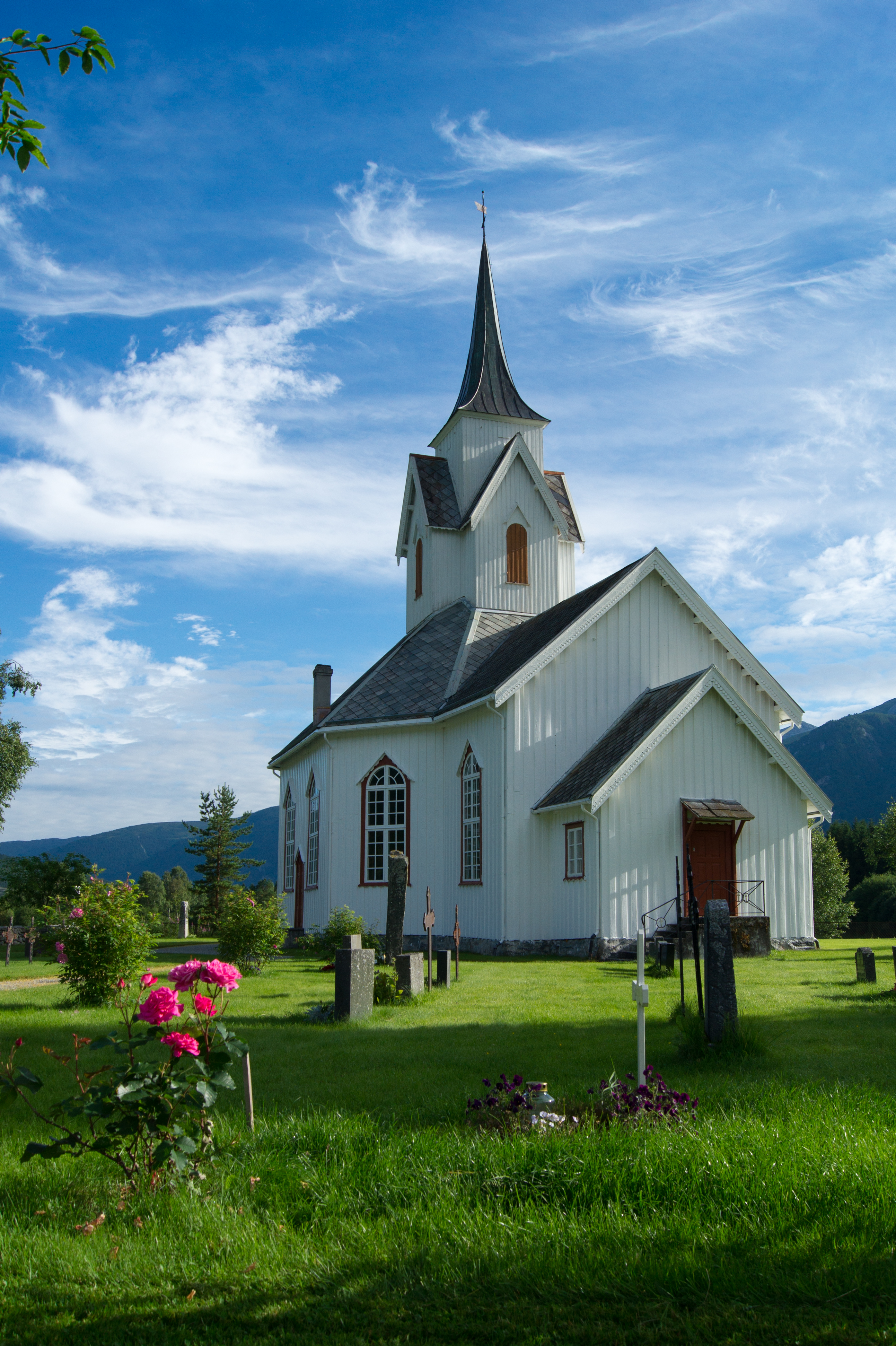
Église à Eresfjord.

Les principales montagnes entourant Eresfjord sont :
- Vikesaksa (1 809 m d'altitude)
- Sjøvdøla (1 719 m)
- Juratind (1 712 m)
- Skjorta (1 711 m)
- Fløtatinden (1 711 m)
- Ryssdalsnebba (1 618 m)
- Nebba (1 477 m)
- Kvitfjellet (1 381 m)
- Goksøyra (1 337 moh. m)
- Jamtetinden (1 101 m)

## Démographie
Eresfjord compte environ 450 habitants[Quand ?].